# 湖南千里光
湖南千里光（学名：Senecio actinotus）是菊科千里光属的植物，是中国的特有植物。分布在中国大陆的湖南、广西等地，生长于海拔1,200米至1,260米的地区，常生长在山地灌及沼泽，目前尚未由人工引种栽培。